# Marree
Marree ist ein kleiner Ort im Norden von South Australia mit 101 Einwohnern, der 685 Kilometer nördlich von Adelaide liegt.
Marree suchen vor allem Touristen mit Allradfahrzeugen auf, die den Oodnadatta Track und den Birdsville Track befahren. Der Ort wird von den großen Schaf- und Rinderstationen, die im nordöstlichen South Australia liegen, als Service-Station angefahren.

## Tracks
Marree Lage bildet den südlichen Ausgangspunkt des Oodnadatta Tracks, der über die Siedlung Oodnadatta nach Marla führt. Von Marree aus beginnt auch der Birdsville Track in Richtung Queensland.

## Name
Bis zum Ersten Weltkrieg wurde Marree Hergott Springs genannt, obwohl Marree bereits damals die offizielle Bezeichnung war. Der Name Hergott Springs wurde 1859 vergeben, als John McDouall Stuart das Gebiet aufsuchte. Benannt wurde der Ort nach seinem Assistenten Joseph Albert Herrgott (auch: Herrgolt), einem deutschen Botaniker. Bei der Schreibung des Ortsnamens entfiel eines der beiden „r“. Bis 1918 setzte sich als Name des Ortes auf Grund der Ressentiments gegen Deutsche infolge des Ersten Weltkriegs Marree durch. Die Etymologie soll auf das Aborigine-Wort Mari zurückzuführen sein, was Ort der zahlreichen Possums bedeutet. Dies ist allerdings umstritten.

## Geschichte

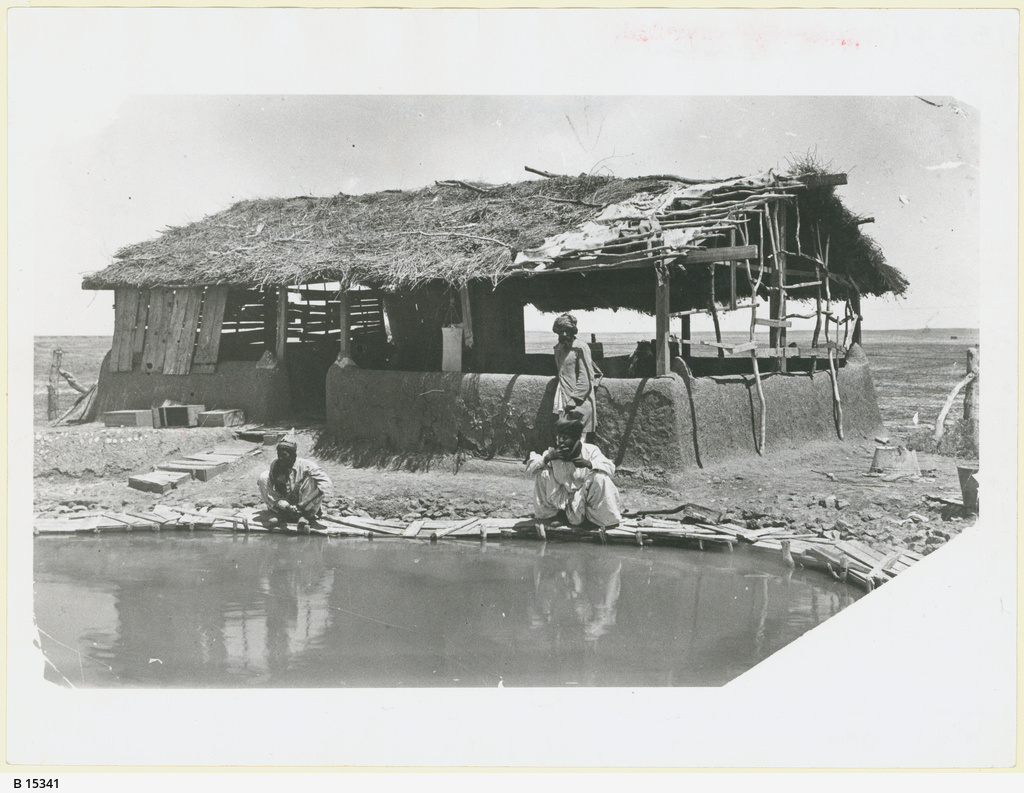
Erste Moschee Australiens (1884)

In dem Gebiet um Marree lebt das Aboriginal-Volk der Dieri. Der Entdecker und Forscher Edward John Eyre war der erste Europäer, der 1840 dieses Gebiet bereiste.
Der Ort war zunächst eine Station für die Kamelkarawanen auf dem Weg von South Australia nach Alice Springs und Queensland, weil es dort die Quelle Hergott Springs gab. Neben dieser Quelle wurde von den aus Afghanistan und dem damaligen Britisch-Indien stammenden Betreibern der Kamelkarawanen die erste Moschee für Moslems in Australien gebaut. Die Moschee im damaligen Hergott Springs wurde entweder 1861 oder 1883 errichtet und existiert heute (2023) noch als Ruine.

## Eisenbahn

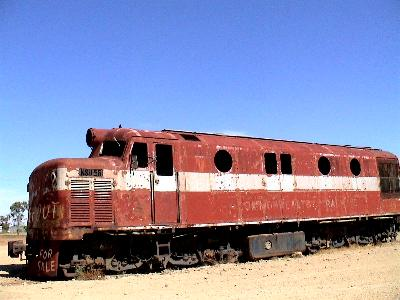
Aufgelassene Diesellokomotive der Gattung NSU der Great Northern Railway in Marree

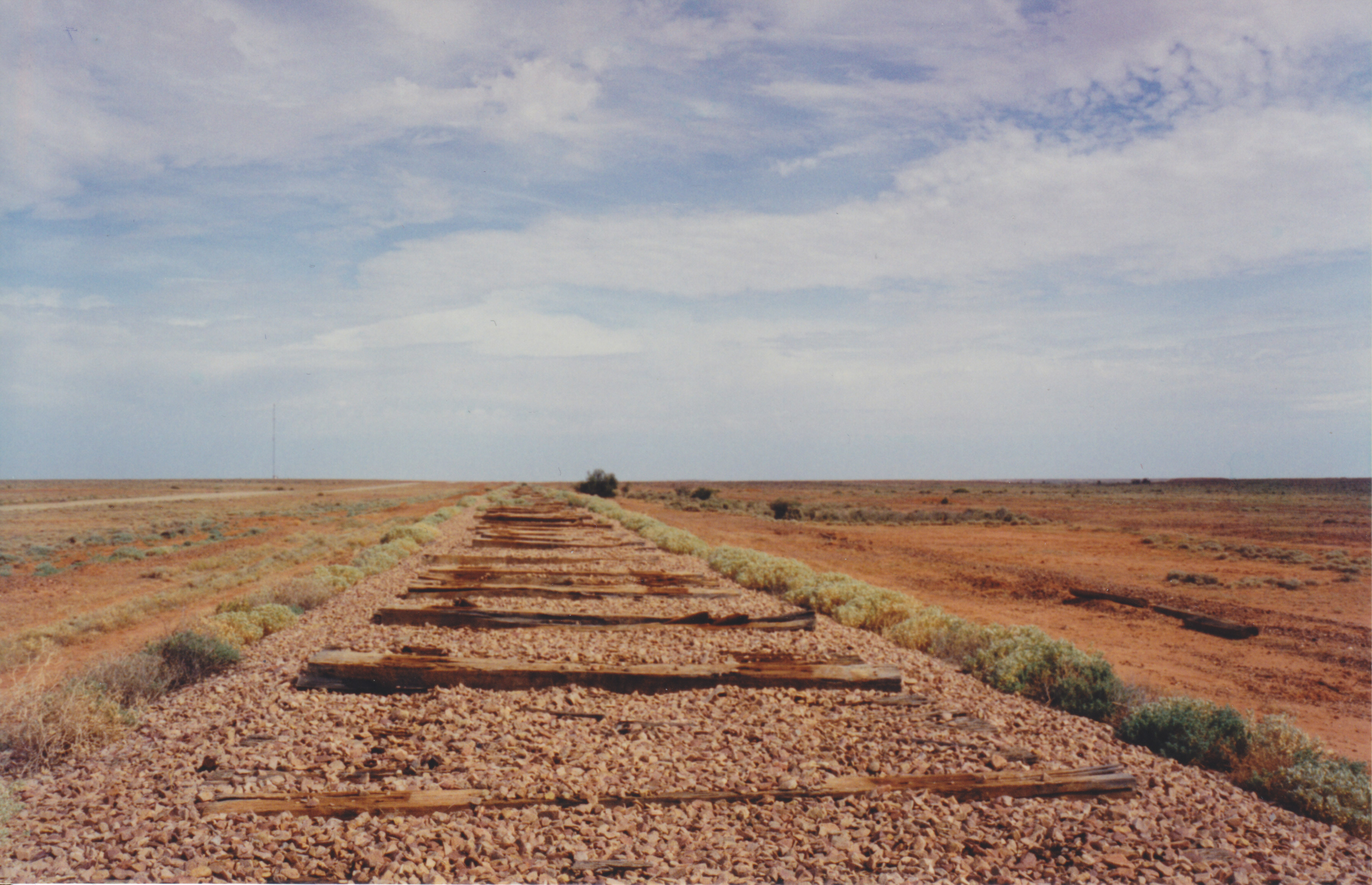
Aufgelassene Strecke der Great Northern Railway nahe Marree

1883 erreichte die in Kapspur ausgeführte Great Northern Railway von Port Augusta kommend den Ort. Die Bahnlinie wurde 1891 nach Oodnadatta verlängert und erreichte 1929 Alice Springs. In der Zeit zwischen 1883 und 1891, als hier die Betriebsspitze der Bahn lag, war Marree bedeutend als Verladestation für das Vieh, das von den nördlich gelegenen „Stations“ hierher getrieben wurde, um auf die Bahn verladen zu werden.
Auf der Strecke verkehrte als Personenzug der „Ghan“. Seit 1957 wurde am Leigh Creek Kohle abgebaut. Da die Schmalspurbahn für den Abtransport der Kohle nicht leistungsstark genug war, wurde zwischen Marree und Port Augusta eine neue normalspurige Bahn errichtet, die zwischen Stirling North und Brachina eine völlig neue Streckenführung erhielt, um die Pässe der Flinders Ranges zu vermeiden. Im Bahnhof von Marree trafen nun die beiden Spurweiten aufeinander, Reisende mussten umsteigen, Güter umgeladen werden.
Die ursprüngliche Strecke wurde von der South Australian Railways errichtet, 1926 endgültig und komplett von der Commonwealth Railways übernommen, die 1976 in die Australian National überführt wurde. Nachdem 1980 die neue Zentralaustralische Eisenbahn eröffnet wurde – sie beginnt in Tarcoola an der Transaustralischen Eisenbahn, ca. 190 Kilometer westlich der alten Trasse der Great Northern Railway – wurde die gesamte Schmalspurbahn und die Normalspurbahn nördlich von Leight Creek stillgelegt. Marree ist heute also wieder ohne Eisenbahnanschluss.

## Wissenswert
Jährlich im Juli wird in der Nähe von Marree ein Kamelrennen, der Marree Camel Cup, veranstaltet. Der Ort dient heute als Versorgungszentrum der dort in der Viehwirtschaft Beschäftigten und für durchreisende Touristen. Etwa 60 Kilometer entfernt, befindet sich der 4,2 Kilometer große Marree Man, ein Erdzeichen, eines der größten Kunstwerke der Land Art.
Marree hat einen Yacht Club. Die Existenz dieses Yacht Clubs inmitten einer Sandwüste beruht darauf, dass der naheliegende Lake Eyre, ein trockenfallender Salzsee, bei starken Niederschlägen sich füllen und anschließend mit Booten befahren werden kann.
Marree ist hauptsächlicher Handlungsort im deutschsprachigen Roman "Im Tal der flammenden Sonne" von Elizabeth Haran.